# Schizoprymnus imitatus
Schizoprymnus imitatus är en stekelart som beskrevs av Papp 1993. Schizoprymnus imitatus ingår i släktet Schizoprymnus och familjen bracksteklar. Inga underarter finns listade i Catalogue of Life.